# Валя Пержей
Валя Пержей (на румънски: Valea Perjei) е село, разположено в Тараклийски район, Молдова.

## История
В края на 18 век и началото на 19 век българите спасявайки се от османското владичество, оставят къщите си в България и се заселват тук. След дълги спорове на 12 май 1816 година се дава разрешение на преселниците законно да се заселят на държавните земи в село Валя Пержей. Българите, живеещи в селата Хотърничански цинут, Чадър Минжир и Орак, се преселват в селото.
В 1821 година в селото е изградена църквата „Свети Николай“.

## Население
- 1989 – 5318 жители, от които 4112 (77,3 %) българи
- 2004 - 4986 жители, от които 3792 (76 %) българи[3]
- 2006 – 4981 жители

## Култура
В селото има болница, две църкви (православна и баптистка) и две училища (молдавско непълно средно училище и руски теоретически лицей, в който се учат българите).